# Новоекономічна селищна рада
Новоекономі́чна се́лищна ра́да — адміністративно-територіальна одиниця та орган місцевого самоврядування у Покровському районі Донецької області. Адміністративний центр — селище міського типу Новоекономічне.

## Загальні відомості
- Населення ради: 4 144 особи (станом на 2001 рік)

## Населені пункти
Селищній раді підпорядковані населені пункти:
- смт Новоекономічне
- с. Балаган
- с. Федорівка
- с. Миколаївка
- с. Михайлівка
- с. Разіне

## Склад ради
Рада складається з 20 депутатів та голови.
- Голова ради: Хлопяник Тетяна Миколаївна
- Секретар ради: Телюкіна Тетяна Василівна

### Керівний склад попередніх скликань
| Прізвище, ім'я, по батькові | Основні відомості                                                        | Дата обрання | Дата звільнення |
| --------------------------- | ------------------------------------------------------------------------ | ------------ | --------------- |
| Хлопяник Тетяна Миколаївна  | Селищний голова, 1962 року народження, освіта вища, член Партії регіонів | 26.03.2006   | 31.10.2010      |
| Хлопяник Тетяна Миколаївна  | Селищний голова, 1962 року народження, освіта вища, член Партії регіонів | 31.10.2010   |                 |

Примітка: таблиця складена за даними сайту Верховної Ради України

### Депутати
За результатами місцевих виборів 2010 року депутатами ради стали:

#### За суб'єктами висування
| Суб'єкт висування | Кількість обраних депутатів | %   |
| ----------------- | --------------------------- | --- |
| Партія регіонів   | 20                          | 100 |

#### За округами
| № округу        | Прізвище, ім'я, по батькові    | Дата визнання обраним | Освіта  | Партійна приналежність | Відомості про обраного депутата                                    |
| --------------- | ------------------------------ | --------------------- | ------- | ---------------------- | ------------------------------------------------------------------ |
| Партія регіонів |                                |                       |         |                        |                                                                    |
| 1               | Бережна Тетяна Іванівна        | 01.11.2010            | середня | член Партії регіонів   | Новоекономічна селищна рада, касир                                 |
| 2               | Ляхова Лідія Олександрівна     | 01.11.2010            | середня | позапартійна           | пошта смт Новоекономічне, листоноша                                |
| 3               | Черкасова Юлія Миколаївна      | 01.11.2010            | вища    | позапартійна           | Новоекономічна загальноосвітня школа, вчитель                      |
| 4               | Приходько Олена Леонтіївна     | 01.11.2010            | середня | позапартійна           | шахта ім. А. Г. Стаханова, прибиральниця                           |
| 5               | Краснєнкова Сніжана Миколаївна | 01.11.2010            | середня | позапартійна           | ООО «Вітак», контролер                                             |
| 6               | Суботін Микола Васильович      | 01.11.2010            | середня | позапартійний          | домогосподар                                                       |
| 7               | Юзипович Ганна Несторівна      | 01.11.2010            | середня | позапартійна           | шахта ім. А. Г. Стаханова, прибиральниця                           |
| 8               | Павлов Віктор Володимирович    | 01.11.2010            | вища    | позапартійний          | Звільнений за віком у запас                                        |
| 9               | Жевернюк Людмила Тимофіївна    | 01.11.2010            | середня | позапартійна           | Територіальний центр з захисту населення, соціальний робітник      |
| 10              | Наумова Лариса Анатоліївна     | 01.11.2010            | середня | член Партії регіонів   | Новоекономічна селищна рада, завідувачка військово-облікового бюро |
| 11              | Петрова Світлана Володимирівна | 01.11.2010            | середня | член Партії регіонів   | шахта ім. А. Г. Стаханова, фельдшер                                |
| 12              | Трубіна Людмила Олександрівна  | 01.11.2010            | вища    | член Партії регіонів   | Новоекономічна селищна рада, керуюча справами виконкому            |
| 13              | Телюкіна Тетяна Василівна      | 01.11.2010            | вища    | член Партії регіонів   | Новоекономічна селищна рада, секретар                              |
| 14              | Моїсеєва Надія Василівна       | 01.11.2010            | середня | позапартійна           | домогосподарка                                                     |
| 15              | Топорець Вікторія Василівна    | 01.11.2010            | середня | позапартійна           | приватний підприємець                                              |
| 16              | Парінцева Людмила Іванівна     | 01.11.2010            | середня | позапартійна           | приватний підприємець                                              |
| 17              | Філінська Світлана Іванівна    | 01.11.2010            | середня | позапартійна           | Новоекономічний ЦКіД, завідувачка дитячого сектору                 |
| 18              | Кисельова Марина Степанівна    | 01.11.2010            | середня | член Партії регіонів   | Новоекономічна селищна рада, головний бухгалтер                    |
| 19              | Дикун Наталія Анатоліївна      | 01.11.2010            | середня | позапартійна           | приватний підприємець                                              |
| 20              | Фомін Степан Іванович          | 01.11.2010            | вища    | позапартійний          | шахта ім. А. Г. Стаханова, слюсар                                  |